# Acompanyament musical
L'acompanyament musical  és el conjunt d'esdeveniments o elements que no tenen un protagonisme clar en aquelles tipologies de música en les quals es donen diversos esdeveniments simultanis, i en les quals es pot determinar que uns d'aquests esdeveniments tenen un protagonisme superior al d'altres.
Alguns elements configuren d'una manera més habitual l'acompanyament; entre aquests hi ha el ritme, el baix, o l'harmonia configurada en forma d'acords que poden sonar com a acord placat o acord desplegat de diverses maneres entre les quals hi ha els arpegis o formes de gran tradició com l'anomenat Baix Alberti.
Això fa que alguns instruments tinguin, consegüentment, papers destacats en l'acompanyament: els instruments de percussió en l'acompanyament rítmic, els instruments greus com el contrabaix, el fagot o el baix elèctric en la realització dels baixos d'acompanyament, o diversos instruments harmònics com la guitarra, la guitarra elèctrica, el banjo, l'arpa, el llaüt, l'arxillaüt o el piano, cada un d'ells en els estils de música que li són més propis.
Alguns d'aquests instruments polifònics, en molta de la literatura que els ha estat escita i dedicada, aborden simultàniament la interpretació de la melodia o les melodies, i l'acompanyament.